# Distrito de Le Havre
El distrito de Le Havre es un distrito (en francés arrondissement) de Francia, que se localiza en el departamento de Sena Marítimo (en francés Seine-Maritime), de la región de Alta Normandía. Cuenta con 20 cantones y 176 comunas.

## División territorial

### Cantones
Los cantones del distrito de Le Havre son:
1. Cantón de Bolbec
2. Cantón de Criquetot-l'Esneval
3. Cantón de Fauville-en-Caux
4. Cantón de Fécamp
5. Cantón de Goderville
6. Cantón de Gonfreville-l'Orcher
7. Cantón de Le Havre-1
8. Cantón de Le Havre-2
9. Cantón de Le Havre-3
10. Cantón de Le Havre-4
11. Cantón de Le Havre-5
12. Cantón de Le Havre-6
13. Cantón de Le Havre-7
14. Cantón de Le Havre-8
15. Cantón de Le Havre-9
16. Cantón de Lillebonne
17. Cantón de Montivilliers
18. Cantón de Ourville-en-Caux
19. Cantón de Saint-Romain-de-Colbosc
20. Cantón de Valmont

### Comunas
| 1. Alvimare (76002)                   | 2. Ancourteville-sur-Héricourt (76009)      | 3. Ancretteville-sur-Mer (76011)      | 4. Angerville-Bailleul (76012)           |
| 5. Angerville-l'Orcher (76014)        | 6. Angerville-la-Martel (76013)             | 7. Anglesqueville-l'Esneval (76017)   | 8. Annouville-Vilmesnil (76021)          |
| 9. Anvéville (76023)                  | 10. Auberville-la-Campagne (76031)          | 11. Auberville-la-Renault (76033)     | 12. Auzouville-Auberbosc (76044)         |
| 13. Beaurepaire (76064)               | 14. Bec-de-Mortagne (76068)                 | 15. Bennetot (76078)                  | 16. Bermonville (76080)                  |
| 17. Bernières (76082)                 | 18. Beuzeville-la-Grenier (76090)           | 19. Beuzeville-la-Guérard (76091)     | 20. Beuzevillette (76092)                |
| 21. Bolbec (76114)                    | 22. Bolleville (76115)                      | 23. Bordeaux-Saint-Clair (76117)      | 24. Bornambusc (76118)                   |
| 25. Bretteville-du-Grand-Caux (76143) | 26. Bréauté (76141)                         | 27. Bénarville (76076)                | 28. Bénouville (76079)                   |
| 29. Carville-Pot-de-Fer (76161)       | 30. Cauville-sur-Mer (76167)                | 31. La Cerlangue (76169)              | 32. Cleuville (76180)                    |
| 33. Cliponville (76182)               | 34. Cléville (76181)                        | 35. Colleville (76183)                | 36. Contremoulins (76187)                |
| 37. Criquebeuf-en-Caux (76194)        | 38. Criquetot-l'Esneval (76196)             | 39. Criquetot-le-Mauconduit (76195)   | 40. Cuverville (76206)                   |
| 41. Daubeuf-Serville (76213)          | 42. Envronville (76236)                     | 43. Fauville-en-Caux (76258)          | 44. Fongueusemare (76268)                |
| 45. Fontaine-la-Mallet (76270)        | 46. Fontenay (76275)                        | 47. Foucart (76279)                   | 48. Froberville (76291)                  |
| 49. La Frénaye (76281)                | 50. Fécamp (76259)                          | 51. Gainneville (76296)               | 52. Ganzeville (76298)                   |
| 53. Gerponville (76299)               | 54. Gerville (76300)                        | 55. Goderville (76302)                | 56. Gommerville (76303)                  |
| 57. Gonfreville-Caillot (76304)       | 58. Gonfreville-l'Orcher (76305)            | 59. Gonneville-la-Mallet (76307)      | 60. Graimbouville (76314)                |
| 61. Grainville-Ymauville (76317)      | 62. Grand-Camp (76318)                      | 63. Gruchet-le-Valasse (76329)        | 64. Le Hanouard (76339)                  |
| 65. Harfleur (76341)                  | 66. Hattenville (76342)                     | 67. Hautot-l'Auvray (76346)           | 68. Hautot-le-Vatois (76347)             |
| 69. Le Havre (76351)                  | 70. Hermeville (76357)                      | 71. Heuqueville (76361)               | 72. Houquetot (76368)                    |
| 73. Héricourt-en-Caux (76355)         | 74. Lanquetot (76382)                       | 75. Lillebonne (76384)                | 76. Limpiville (76386)                   |
| 77. Lintot (76388)                    | 78. Les Loges (76390)                       | 79. Maniquerville (76406)             | 80. Manneville-la-Goupil (76408)         |
| 81. Mannevillette (76409)             | 82. Manéglise (76404)                       | 83. Mentheville (76425)               | 84. Mirville (76439)                     |
| 85. Montivilliers (76447)             | 86. Mélamare (76421)                        | 87. Nointot (76468)                   | 88. Normanville (76470)                  |
| 89. Norville (76471)                  | 90. Notre-Dame-de-Gravenchon (76476)        | 91. Notre-Dame-du-Bec (76477)         | 92. Octeville-sur-Mer (76481)            |
| 93. Oherville (76483)                 | 94. Oudalle (76489)                         | 95. Ourville-en-Caux (76490)          | 96. Parc-d'Anxtot (76494)                |
| 97. Petiville (76499)                 | 98. Pierrefiques (76501)                    | 99. La Poterie-Cap-d'Antifer (76508)  | 100. Raffetot (76518)                    |
| 101. La Remuée (76522)                | 102. Ricarville (76525)                     | 103. Riville (76529)                  | 104. Robertot (76530)                    |
| 105. Rocquefort (76531)               | 106. Rogerville (76533)                     | 107. Rolleville (76534)               | 108. Routes (76542)                      |
| 109. Rouville (76543)                 | 110. Sainneville (76551)                    | 111. Saint-Antoine-la-Forêt (76556)   | 112. Saint-Aubin-Routot (76563)          |
| 113. Saint-Eustache-la-Forêt (76576)  | 114. Saint-Gilles-de-la-Neuville (76586)    | 115. Saint-Jean-de-Folleville (76592) | 116. Saint-Jean-de-la-Neuville (76593)   |
| 117. Saint-Jouin-Bruneval (76595)     | 118. Saint-Laurent-de-Brèvedent (76596)     | 119. Saint-Léonard (76600)            | 120. Saint-Maclou-la-Brière (76603)      |
| 121. Saint-Martin-du-Bec (76615)      | 122. Saint-Martin-du-Manoir (76616)         | 123. Saint-Maurice-d'Ételan (76622)   | 124. Saint-Nicolas-de-la-Taille (76627)  |
| 125. Saint-Pierre-Lavis (76639)       | 126. Saint-Pierre-en-Port (76637)           | 127. Saint-Romain-de-Colbosc (76647)  | 128. Saint-Sauveur-d'Émalleville (76650) |
| 129. Saint-Vaast-Dieppedalle (76653)  | 130. Saint-Vigor-d'Ymonville (76657)        | 131. Saint-Vincent-Cramesnil (76658)  | 132. Sainte-Adresse (76552)              |
| 133. Sainte-Hélène-Bondeville (76587) | 134. Sainte-Marguerite-sur-Fauville (76607) | 135. Sainte-Marie-au-Bosc (76609)     | 136. Sandouville (76660)                 |
| 137. Sassetot-le-Mauconduit (76663)   | 138. Sausseuzemare-en-Caux (76669)          | 139. Senneville-sur-Fécamp (76670)    | 140. Sommesnil (76679)                   |
| 141. Sorquainville (76680)            | 142. Tancarville (76684)                    | 143. Theuville-aux-Maillots (76686)   | 144. Thiergeville (76688)                |
| 145. Thiouville (76692)               | 146. Thiétreville (76689)                   | 147. Thérouldeville (76685)           | 148. Le Tilleul (76693)                  |
| 149. Tocqueville-les-Murs (76695)     | 150. Tourville-les-Ifs (76706)              | 151. Toussaint (76708)                | 152. La Trinité-du-Mont (76712)          |
| 153. Triquerville (76713)             | 154. Les Trois-Pierres (76714)              | 155. Trouville (76715)                | 156. Trémauville (76710)                 |
| 157. Turretot (76716)                 | 158. Valmont (76719)                        | 159. Vattetot-sous-Beaumont (76725)   | 160. Vattetot-sur-Mer (76726)            |
| 161. Veauville-lès-Quelles (76730)    | 162. Vergetot (76734)                       | 163. Villainville (76741)             | 164. Vinnemerville (76746)               |
| 165. Virville (76747)                 | 166. Yport (76754)                          | 167. Ypreville-Biville (76755)        | 168. Yébleron (76751)                    |
| 169. Écrainville (76224)              | 170. Écretteville-sur-Mer (76226)           | 171. Életot (76232)                   | 172. Épouville (76238)                   |
| 173. Épretot (76239)                  | 174. Épreville (76240)                      | 175. Étainhus (76250)                 | 176. Étretat (76254)                     |